# جیمز باربر
جیمز باربور (James Barbour) (10 ژوئن ۱۷۷۵–۷ ژوئن ۱۸۴۲)، برده‌دار، وکیل، سیاستمدار و مزرعه‌دار آمریکایی بود. او به عنوان نماینده شهرستن اورنج ویرجینیا در مجمع عمومی ویرجینیا و به عنوان سخنگوی خانه نمایندگان ویرجینیا خدمت نمود. او ۱۸مین فرماندار ویرجینیا و اولین فرماندار مقیم در عمارت کنونی فرماندار ویرجینیا بود. بعد از جنگ ۱۸۱۲ میلادی، باربور سناتور ایالات متحده (۱۸۱۴–۱۸۲۵) و وزیر جنگ ایالات متحده (۱۸۲۵–۱۸۲۸) بود.

## اوان زندگی خانوادگی
جیمز باربور در جایی که به نام باربورزویل ویرجینیا در شهرستان اورنج نام گرفت در ۱۰ ژوئن ۱۷۷۵ میلادی بدنیا آمد. باربورن پسر توماس باربور (کسی که صاحب کرسی خانه برگس‌های ویرجینیا در ۱۷۶۹ میلادی بود) و همسرش ماری پندلتون توماس سابق بود. پدربزرگش (همچنین جیمز باربور ۱۷۰۷–۱۷۷۵) زمین‌هایی را در شهرستان اسپوتسیلوانیا در ۱۷۳۱ و ۱۷۳۳ میلادی ثبت کرده و عمویش با همان نام یعنی «جیمز باربور» نیز در خانه نمایندگان برگس‌های ویرجینیا (۱۷۶۱–۱۷۶۵ از شهرستان اسپاتسیلوانیا نمایندگی کرد) خدمت نمود. هردو سمت خانواده‌اش در میان اولین خانوادگان ویرجینیا و همچنین اولین ساکنین شهرستان اورنج و سمت باختر آن بودند. هنگامی که جیمز بدنیا آمد، خانواده باربور بیش از ۲۰۰۰ جریب فرنگی (هشت کیلومتر مربع) و چندین برده را در تملک خویش داشتند. با این حال، این خانواده طی جنگ انقلابی آمریکا و پیامدهای آن از مشکلات مالی رنج می‌بردند. با این وجود جیمز تحصیلات رسمی خویش را با کمک مربیان خصوصی و آکادمی که توسط جیمز وادل در گوردونزویل ویرجینیا اداره می‌شد به پایان برد. برادر او فیلیپ پی. باربور بعداً سخنگوی خانه نمایندگان ایالات متحده و قاضی دستیار دیوان عالی ایالات متحده شد.
در ۲۹ اکتبر ۱۷۹۲ باربور با لوسی جانسون، دختر بنجامین جانسون ازدواج کرد، زنی که نماینده شهرستان اورنج در مجمع عمومی ۱۷۹۰ میلادی بود. آن‌ها سه دختر (یکیشان فرانسیس بود که در نوزادی طی ۱۸۰۲ میلادی فوت کرد) و چهار پسر داشتند که شامل جیمز باربور و بنجامین جانسون باربور (۱۸۲۱–۱۸۹۴، رئیس دانشگاه ویرجینیا شد) بودند.

## حرفه

### سال‌های اول
باربور به عنوان معاون کلانتر شهرستان اورنج از آغاز ۱۷۹۲ میلادی خدمت کرد. او در ۱۷۹۴ میلادی به کانون وکلای ویرجینیا پذیرفته شد. باربور با هدایای ازدواج از پدرش و همچنین با براه اندازی فعالیت‌های حقوقی خود در کشت قادر بود تا ثروتی شخصی را برای خود ایجاد نماید. دوست و تقریباً همسایه او در کشتزار مانتیسلو، رئیس‌جمهوری سابق توماس جفرسون در طراحی عمارتی کمک کرد که باربور اکثر زندگی بزرگسالی خود را در آن سپری نمود، عمارتی که آن را باربورزویل نامید. باربور در ۱۷۹۸ میلادی صاحب چندین برده بود و آن کشتزار را طی چندین سال گسترش داد، چنان‌که همسایگان تقریبی آن در سمت دیگر جیمز مدیسون در کشتزار مون‌پلیه بود.

### خانه نمایندگان
رأی دهندگان شهرستان اورنج باربور را در ۱۷۹۶ میلادی برای خانه نمایندگان ویرجینیا انتخاب کرد و جوانترین عضو آنجا شد. او که چندین بار برای ان منصب پاره‌وقت انتخاب شد تا ۱۸۰۴ میلادی و مجدداً از ۱۸۰۷ تا ۱۸۱۲ میلادی خدمت کرد. باربور به خاطر فصاحت شناخته شده و در کمیته‌های مختلف خدمت کرده و به ریاست چندین جا شامل کمیته مجوزها و انتخابات و کمیته مالیه انتخاب شد. پیرز او را چندین دوره به عنوان سخنگوی خانه نمایندگان انتخاب کرد.
باربور دارای عقاید قوی جمهوری‌خواهی مشابه عقاید همسایگانش یعنی جفرسن و مدیسون شد. او قویاً مخالف «قوانین بیگانه و فتنه ۱۷۹۸ میلادی» بود و شیوایی و فصاحتش را برای حمایت از «حل و فصل‌های ویرجینیا» به کار بست. باربور معتقد بود که این قانون و حامیانش ایالات متحده را تحدید کرده و بیان داشت که: «برای این که حملهٔ مورد انتظاری از آن سوی مرزها، مستمسکی برای حمله بر اصول آزادی در خانه ایجاد کرده و حجاب‌ها را کنار زده به طوری که مسائل به وضوح برای ما روشن گردیده‌است». باربور از حمایت از قدرتهای اجرایی فزاینده قانونگذاری امتناع ورزید، بخصوص قدرت‌های تأیید نشده.
باربور در خانه نمایندگان به نوشتن لایحه تأسیس «بودجه ادبی ویرجینیا» که در ۲ فوریه ۱۸۱۰ میلادی تصویب شد افتخار می‌کرد. این بودجه نیاز مالی برخی از پروژه‌های مرتبط با تحصیلات عمومی در هر شهرستان از مشترک المنافع را تأمین می‌نمود. باربور بعدها درخواست کرد که تنها کتیبه‌ای که روی قبرش قرار دارد به این قانون ارجاع دهد که تأیید عقاید مستحکمش بود مبنی بر این که پیشرفت جامعه تنها در گروی تحصیلات است. با این حال او اعتقاد داشت که توانایی‌های فکری مرتبط با جنسیت، نژاد و تملک زمین است.